# Pikrynian potasu
Pikrynian potasu lub 2,4,6-trinitrofenolan potasu, jest organicznym związkiem chemicznym, jedną z soli kwasu pikrynowego, czyli pikrynianem. Jest to krystaliczna substancja o barwie żółto-czerwonawej lub zielonej. Jest także materiałem wybuchowym inicjującym. Bezwodny pikrynian potasu tworzy kryształy o strukturze rombowej.

## Historia
Pikrynian potasu został po raz pierwszy otrzymany w postaci zanieczyszczonej przez niemieckiego aptekarza i alchemika Johanna Rudolfa Glaubera w połowie XVII wieku poprzez rozpuszczenie drewna w kwasie azotowym i zobojętnienie węglanem potasu. 
Pikrynian potasu jest zazwyczaj otrzymywany w wyniku zobojętnienia kwasu pikrynowego węglanem potasu. W przemyśle jest stosowany od lat 60. XIX wieku.
Pikrynian potasu oraz kwas pikrynowy były dawniej używane w materiałach pirotechnicznych do wywoływania efektów piszczałkowych, ale odkąd opracowano mieszanki nie zawierające inicjujących materiałów wybuchowych, nie są już stosowane w tej branży. Jego główne zastosowania obejmowały następujące funkcje:
- składnik materiałów wybuchowych (wraz z azotanem potasu i węglem drzewnym),
- ładunek miotający (z tymi samymi substancjami, co w tzw. poudre Dessignole (dosł. prochu Dessignole'a)[2], stosowanym przez francuską marynarkę wojenną w latach 70. XIX wieku),
- ładunek zapalający (wraz z pikrynianem ołowiu i chloranem potasu)[1].

## Opis
Pikrynian potasu nie jest zbyt silnym materiałem wybuchowym, lecz jest w pewnym stopniu wrażliwy na wstrząsy. W kontakcie z płomieniem ulega deflagracji z głośnym hukiem. W przypadku zapłonu w zamkniętej przestrzeni nastąpi detonacja. Jest bardziej wrażliwy niż kwas pikrynowy.
W kontakcie z metalami (np. ołowiem, wapniem, żelazem) pikrynian potasu, podobnie jak pikrynian amonu i kwas pikrynowy, tworzy pikryniany tych metali, które często są jeszcze bardziej niebezpiecznymi materiałami wybuchowymi, o jeszcze wyższej wrażliwości. Należy zatem nie doprowadzać kontaktu pikrynianów z takimi materiałami.
Pikrynian potasu służy do określania stężenia niejonowych surfaktantów w wodzie; substancje wykrywalne tą metodą nazywane są substancjami czynnymi pikrynianu potasu (ang. PPAS od potassium picrate active substances).

## Reakcje
Podobnie jak inne pikryniany, pikrynian potasu można uzyskać przez zobojętnienie kwasu pikrynowego odpowiednim węglanem.
Ponieważ kwas pikrynowy jest słabo rozpuszczalny w wodzie, reakcję należy przeprowadzić w odpowiednim rozpuszczalniku, np. metanolu.
Najpierw należy rozpuścić kwas pikrynowy w metanolu, a następnie dodać węglan potasu, co spowoduje powstanie pikrynianu potasu. Kontrola temperatury jest istotna, aby zapobiec wybuchowi lub nadmiernemu parowaniu metanolu.

## Wrażliwość
Według opracowania Tadeusza Urbańskiego, pikrynian potasu detonował w 10% przypadków, kiedy uderzył w niego obiekt o masie 2 kg zrzucony z wysokości 21 cm.
Dla porównania, znacznie bardziej wrażliwy bezwodny pikrynian ołowiu detonował w 10% przypadków, gdy uderzył w niego obiekt o tej samej masie, lecz spadający z wysokości 2 cm.

## Zobacz także
- Pikrynian amonu
- Kwas pikrynowy
- Pikrynian ołowiu